# USS Fixity (AM-235)
USS Fixity (AM-235) – trałowiec typu Admirable służący w United States Navy w czasie II wojny światowej. Służył na Pacyfiku.
Okręt został zwodowany 4 września 1944 w stoczni Puget Sound Bridge and Dredging Co. w Seattle, matką chrzestną była P. J. Toien. Jednostka weszła do służby 29 grudnia 1944, pierwszym dowódcą został Lieutenant Commander A. P. Krieger, USNR.
Brał udział w działaniach II wojny światowej. Oczyszczał z min wody Dalekiego Wschodu po wojnie. Sprzedany i przerobiony do służby rzecznej w 1949. Przemianowany na M/V "Commercial Dixie".

## Odznaczenia
„Fixity” otrzymał 2 battle star za służbę w czasie II wojny światowej.